# Região Sul (Tailândia)
A Região Sul é uma das 4 regiões da Tailândia, composta por 14 províncias. As regiões da Tailândia não possuem funções administrativas, são utilizadas  apenas para fins estatísticos e geográficos.
1. Chumphon
2. Krabi
3. Nakhon Si Thammarat
4. Narathiwat
5. Pattani
6. Phangnga
7. Phatthalung
8. Phuket
9. Ranong
10. Satun
11. Songkhla
12. Surat Thani
13. Trang
14. Yala